# Wiesenthalhütte
Die Wiesenthalhütte war ein inhabergeführtes österreichisches bzw. tschechoslowakisches, nach 1945 in Deutschland neu gegründetes Unternehmen der Glasindustrie.

## Geschichte
1868 gründete Ludwig Breit (1845–1913) in Wiesenthal bei Gablonz an der Neiße, damals zu Österreich-Ungarn gehörig,  eine Glasknopffabrik. 1886 bis 1888 wurde eine Perlenfabrikation aufgebaut, die erstmals in Europa 16 Glassprengmaschinen zur Aufteilung von Stengelglas einsetzte, was zum großen Glassprengeraufstand von 1890 führte. Dessen ungeachtet wurde die Rationalisierung mit der Einführung von Rondiertrommeln zur Glättung der Rohperlen weiter betrieben. In der zweiten Inhabergeneration erreichte 1913 die Belegschaftsstärke 400 Mitarbeiter, die in Röhrenherstellung und Perlenproduktion beschäftigt waren.
In den 1920er Jahren wurden täglich bis zu 500 Mio. Rocailles produziert, später auch Mikroglaskügelchen, sogenannte Balotina. Nach deren Absatzrückgang verlegte man sich auf Stangen- und Konservenglas. Von 1933 bis 1938 war die Wiesenthalhütte Bestandteil des Stangenglaskartells. Seit 1938 wurden nur noch technische Pressgläser hergestellt; 1945 wurde das Unternehmen aufgrund der Beneš-Dekrete enteignet.
Zwischen 1946 und 1953 baute Ludwig Breit jun. eine Hüttenanlage in Schwäbisch Gmünd auf; man produzierte wieder für die Schmuckindustrie. 1956 übernahm Klaus Breit (1926–2004) die Geschäftsführung; er führte zunächst das Überfang-Stangenglas Sabrina ein. 1958 präsentierte er auf der Frankfurter Messe eine völlig neuartige farbige Hohlglas-Produktlinie in skandinavischem Stil. Als Designer wurden Elisabeth Aye, Heinz Eisele, Heinz H. Engler und zeitweise Wilhelm Braun-Feldweg herangezogen. Ein Großteil der Entwürfe stammte aber von Klaus Breit selbst. Aufgrund des Erfolges der Hohlglas-Produktion wurden bereits 1961 200 Arbeiter und 20 Angestellte beschäftigt; es konnten Niederlassungen in Kaufbeuren, Karlsruhe und Bayreuth eröffnet werden.
1968/1969 wurde die Dallglasproduktion der Gablonzer Glashütte übernommen. 1971 wurde ein neues Verfahren zur Herstellung von Zweigvasen aus Gussglas eingeführt. Die gestalterische Linie konnte bis Anfang der 1970er Jahre durchgehalten werden.
Unter dem zunehmenden Druck der maschinellen Glasfertigung wurde das Unternehmen 1975 von der Schott AG übernommen. Gleichwohl wurde die Hohlglasfertigung 1982 eingestellt; die völlige Einstellung der Glasproduktion erfolgte 1991. Modelle, Hüttenarchiv und Produktionskataloge wurden von Klaus Breit an das Museum Hentrich in Düsseldorf übergeben.

## Produkte
- seit Gründung: Röhrenglas für die Perlenindustrie und Bijouterie
- seit 1930: Stangenglas in ca. 400 Farben für die Presstechnik nach Gablonzer Art
- 1957–1982: mundgeblasenes Hohlglas
- seit 1969: Dallglas
- ferner: Glasmosaik, Türgriffe, Butzenscheiben

## Design
Produkte der Wiesenthalhütte erhielten unter anderem die Auszeichnung Gute Industrieform der gleichnamigen Sonderschau formgerechter Industrieerzeugnisse auf der Messe Hannover und den Bundespreis Gute Form durch den Rat für Formgebung.
Farbige Dallglas-Betonfenster der Wiesenthalhütte wurden u. a. in der Kaiser-Wilhelm-Gedächtniskirche von Egon Eiermann und im Sydney Opera House von Jørn Utzon eingesetzt.